# El Matorral, Zacatecas
El Matorral är en ort i Mexiko.   Den ligger i kommunen Loreto och delstaten Zacatecas, i den centrala delen av landet, 400 km nordväst om huvudstaden Mexico City. El Matorral ligger 2 131 meter över havet och antalet invånare är 137.
Terrängen runt El Matorral är platt norrut, men söderut är den kuperad. Runt El Matorral är det ganska tätbefolkat, med 80 invånare per kvadratkilometer. Närmaste större samhälle är Loreto, 13,6 km väster om El Matorral. Omgivningarna runt El Matorral är i huvudsak ett öppet busklandskap.